# Joe Abbott (żużlowiec)
Joe Abbott, właśc. John Patrick Abbott (ur. 12 kwietnia 1902 w Burnley, zm. 1 lipca 1950 w Bradford) – brytyjski żużlowiec.

## Życiorys
Uczestnik finału światowego indywidualnych mistrzostw świata (1937 – XIII miejsce). Brązowy medalista indywidualnych mistrzostw Australii (1938).
Startował w lidze brytyjskiej, w barwach klubów z Burnley, Preston, Belle Vue i Bradford.
Zginął na torze w Bradford podczas wypadku w czasie meczu ligowego Odsal–West Ham.

## Przynależność klubowa
Wielka Brytania
- Burnley (1928–1929)
- Preston (1929–1931)
- Belle Vue Aces (1932–1937)
- Belle Vue Aces (1939)
- Harringay Racers (1947)
- Odsal Boomerangs (1947–1950)